# Serie A2 2015-2016 (pallanuoto femminile)
La Serie A2 2015-2016 è la 30ª edizione di questo torneo, che dal 1985 rappresenta il secondo livello del campionato italiano femminile di pallanuoto.
La regular season si è aperta il 25 gennaio 2016 e si è concluderà il 26 giugno 2016.
Tra le 20 squadre partecipanti, la squadra retrocessa proveniente dalla Serie A1 è la SIS Roma; le tre squadre promosse dalla Serie B sono Varese, Flegreo e Volturno. Viene ripescata la Promogest, squadra retrocessa ai play out contro l'Albaro Nervi. La regione più rappresentata è il Lazio, con sei club iscritti.

## Squadre partecipanti

### Girone Nord
| Club              | Città                  | Piscina                       | Stagione 2014-2015                               |
| ----------------- | ---------------------- | ----------------------------- | ------------------------------------------------ |
| Albaro Nervi      | Genova                 | Stadio del Nuoto di Albaro    | 9ª nel girone Nord di Serie A2                   |
| Canottieri Milano | Milano                 | Piscina Canottieri Milano     | 10ª nel girone Nord di Serie A2                  |
| Como              | Como                   | Piscina Sinaglia              | 4ª nel girone Nord di Serie A2                   |
| C.S.S. Verona     | Verona                 | Piscina Comunale Monte Bianco | 7ª nel girone Nord di Serie A2                   |
| Florentia         | Firenze                | Piscina Goffredo Nannini      | 3ª nel girone Nord di Serie A2                   |
| N.C. Milano       | Milano                 | Piscina Canottieri Milano     | 2ª nel girone Nord di Serie A2                   |
| Promogest         | Quartu Sant'Elena (CA) | Piscina Samugheo              | 8ª nel girone Nord di Serie A2, ripescata        |
| Luca Locatelli    | Genova                 | Impianto Sportivo Sciorba     | 6ª nel girone Nord di Serie A2                   |
| Varese Olona      | Varese                 | Piscina Fausto Fabiano        | 2ª nel girone 2 di Serie B, promossa ai Play-off |
| Vela Ancona       | Ancona                 | Piscina Passetto              | 5ª nel girone Nord di Serie A2                   |

### Girone Sud
| Club             | Città                         | Piscina                   | Stagione 2014-2015                                |
| ---------------- | ----------------------------- | ------------------------- | ------------------------------------------------- |
| 3T Sporting Club | Santa Maria degli Angeli (PG) | Piscina Comunale          | 10ª nel girone Sud di Serie A2                    |
| Coser Nuoto      | Civitavecchia (RM)            | Piscina comunale          | 8ª nel girone Sud di Serie A2                     |
| F&D H20          | Velletri (RM)                 | Piscina comunale          | 1ª nel girone Sud di Serie A2                     |
| Flegreo          | Catania                       | Piscina Comunale          | 4ª nel girone Sud di Serie A2                     |
| Ortigia          | Siracusa                      | Piscina Paolo Caldarella  | 1ª nel girone 4 di Serie B; promossa ai Play-off  |
| Pescara N&PN     | Pescara                       | Piscina Comunale          | 10ª nel girone Sud di Serie A2; salva ai Play-out |
| Racing Roma      | Roma                          | Stadio Olimpico del Nuoto | 12ª nel girone Sud di Serie A2; ripescata         |
| Roma Waterpolo   | Roma                          | Stadio Olimpico del Nuoto | 11ª nel girone Sud di Serie A2; ripescata         |
| SIS Roma         | Roma                          | Stadio Olimpico del Nuoto | 3ª nel girone Sud di Serie A2                     |
| Volturno         | Castel Volturno (CE)          | Piscina comunale          | 1ª nel girone 3 di Serie B; promossa ai Play-off  |

## Regular season

### Girone Nord

#### Classifica
|  |     | Regular season 2015-2016 | Pti | G  | V  | N | P  | GF  | GS  | DR   |
|  | --- | ------------------------ | --- | -- | -- | - | -- | --- | --- | ---- |
|  | 1.  | Florentia                | 51  | 18 | 17 | 0 | 1  | 195 | 82  | +113 |
|  | 2.  | N.C. Milano              | 48  | 18 | 16 | 0 | 2  | 203 | 93  | +110 |
|  | 3.  | Vela Ancona              | 33  | 18 | 11 | 0 | 7  | 163 | 128 | +35  |
|  | 4.  | Como                     | 29  | 18 | 9  | 2 | 5  | 142 | 115 | +27  |
|  | 5.  | Promogest                | 26  | 18 | 8  | 2 | 6  | 156 | 124 | +32  |
|  | 6.  | Varese Olona             | 22  | 18 | 7  | 1 | 8  | 123 | 113 | +10  |
|  | 7.  | C.S.S. Verona            | 18  | 18 | 6  | 0 | 10 | 126 | 159 | -33  |
|  | 8.  | Luca Locatelli           | 11  | 18 | 3  | 2 | 11 | 122 | 166 | -44  |
|  | 9.  | Canottieri Milano        | 8   | 18 | 2  | 2 | 12 | 107 | 158 | -51  |
|  | 10. | Albaro Nervi             | 1   | 18 | 0  | 1 | 15 | 73  | 272 | -199 |

#### Calendario e risultati
| 24-01-16 | 1ª giornata              | 10-04-16 |
| 10-6     | Como - CC Milano         | 10-6     |
| 15-7     | Locatelli - Albaro Nervi | 12-2     |
| 14-8     | Florentia - Promogest    | 12-5     |
| 6-10     | Verona - Vela Ancona     | 4-9      |
| 8-6      | Varese - NC Milano       | 3-8      |

| 14-02-16 | 4ª giornata              | 01-05-16 |
| 17-7     | Promogest - Locatelli    | 6-4      |
| 8-12     | CC Milano - Verona       | 9-11     |
| 10-9     | Vela Ancona - Como       | 7-9      |
| 12-4     | Florentia - Varese       | 6-5      |
| 24-1     | NC Milano - Albaro Nervi | 27-8     |

| 06-03-16 | 7ª giornata              | 22-05-16 |
| 0-18     | Albaro Nervi - Florentia | 4-10     |
| 5-6      | CC Milano - Vela Ancona  | 4-13     |
| 7-7      | Locatelli - Varese       | 6-9      |
| 8-4      | NC Milano - Promogest    | 8-6      |
| 10-9     | Verona - Como            | 5-9      |

| 31-01-16 | 2ª giornata             | 17-04-16 |
| 10-10    | Promogest - Como        | 8-8      |
| 8-15     | Albaro Nervi - Verona   | 8-15     |
| 9-12     | CC Milano - Varese      | 5-4      |
| 6-9      | Vela Ancona - Florentia | 6-11     |
| 16-10    | NC Milano - Locatelli   | 15-10    |

| 21-02-16 | 5ª giornata              | 08-05-16 |
| 7-7      | Albaro Nervi - CC Milano | 6-13     |
| 7-12     | Verona - Promogest       | 8-17     |
| 14-7     | NC Milano - Vela Ancona  | 14-7     |
| 5-6      | Varese - Como            | 6-8      |
| 4-12     | Locatelli - Florentia    | 6-24     |

| 20-03-16 | 8ª giornata             | 29-05-16 |
| 9-6      | Promogest - CC Milano   | -        |
| 8-10     | Locatelli - Vela Ancona | -        |
| 21-5     | Como - Albaro Nervi     | -        |
| 9-7      | Florentia - NC Milano   | -        |
| 8-7      | Varese - Verona         | -        |

| 07-02-16 | 3ª giornata                | 24-04-16 |
| 4-22     | Albaro Nervi - Vela Ancona | 2-25     |
| 3-12     | Como - Florentia           | 7-8      |
| 10-7     | Varese - Promogest         | 4-8      |
| 5-13     | Verona - NC Milano         | 5-9      |
| 12-9     | Locatelli - CC Milano      | 7-7      |

| 28-02-16 | 6ª giornata              | 15-05-16 |
| 17-4     | Promogest - Albaro Nervi | 12-3     |
| 3-16     | CC Milano - NC Milano    | 0-10     |
| 9-6      | Vela Ancona - Varese     | 5-13     |
| 9-5      | Como - Locatelli         | 7-4      |
| 11-6     | Florentia - Verona       | 14-1     |

| 03-04-16 | 9ª giornata             | 05-06-16 |
| 11-10    | Vela Ancona - Promogest | -        |
| 4-19     | Albaro Nervi - Varese   | -        |
| 10-13    | CC Milano - Florentia   | -        |
| 8-7      | NC Milano - Como        | -        |
| 9-5      | Verona - Locatelli      | -        |

### Girone Sud

#### Classifica
|  |     | Regular season 2015-2016 |  | Pti | G  | V  | N | P  | GF  | GS  | DR   |
|  | --- | ------------------------ |  | --- | -- | -- | - | -- | --- | --- | ---- |
|  | 1.  | SIS Roma                 |  | 54  | 18 | 18 | 0 | 0  | 202 | 83  | +119 |
|  | 2.  | Pescara N&PN             |  | 37  | 18 | 11 | 1 | 4  | 193 | 117 | +76  |
|  | 3.  | Racing Roma              |  | 32  | 18 | 10 | 2 | 4  | 125 | 109 | +16  |
|  | 4.  | F&D H20                  |  | 25  | 18 | 8  | 1 | 7  | 96  | 118 | -22  |
|  | 5.  | Volturno                 |  | 22  | 18 | 7  | 1 | 8  | 141 | 141 | 0    |
|  | 6.  | 3T Sporting Club         |  | 22  | 18 | 7  | 1 | 8  | 117 | 132 | -15  |
|  | 7.  | Ortigia                  |  | 19  | 18 | 6  | 1 | 9  | 118 | 124 | -6   |
|  | 8.  | Flegreo                  |  | 17  | 18 | 5  | 2 | 9  | 115 | 142 | -27  |
|  | 9.  | Coser Nuoto              |  | 14  | 18 | 4  | 2 | 10 | 70  | 116 | -46  |
|  | 10. | Roma Waterpolo           |  | 1   | 18 | 0  | 1 | 17 | 96  | 191 | -95  |

#### Calendario e risultati
| 24-01-16 | 1ª giornata               | 10-04-16 |
| 6-13     | Roma WP - Racing Roma     | 3-7      |
| 6-6      | Coser Nuoto - 3T Sporting | 3-4      |
| 9-7      | Flegreo - Volturno        | 7-11     |
| 13-3     | SIS Roma - Ortigia        | 8-7      |
| 8-11     | F&D H2O - Pescara         | 3-10     |

| 14-02-16 | 4ª giornata            | 01-05-16 |
| 9-5      | Coser Nuoto - F&D H2O  | 3-8      |
| 16-6     | Volturno - Roma WP     | 13-12    |
| 10-6     | Racing Roma - Flegreo  | 8-8      |
| 8-18     | 3T Sporting - SIS Roma | 6-13     |
| 13-8     | Pescara - Ortigia      | 8-4      |

| 06-03-16 | 7ª giornata            | 22-05-16 |
| 11-4     | SIS Roma - F&D H2O     | 10-2     |
| 7-3      | Ortigia - Coser Nuoto  | 6-6      |
| 8-7      | Volturno - Racing Roma | 7-9      |
| 8-8      | Roma WP - Flegreo      | 8-13     |
| 13-9     | Pescara - 3T Sporting  | 10-5     |

| 31-01-16 | 2ª giornata               | 17-04-16 |
| 3-2      | Racing Roma - Coser Nuoto | 7-2      |
| 11-6     | 3T Sporting - Flegreo     | 6-7      |
| 12-4     | Ortigia - Roma WP         | 13-7     |
| 9-4      | Volturno - F&D H2O        | 9-13     |
| 9-11     | Pescara - SIS Roma        | 10-13    |

| 21-02-16 | 5ª giornata            | 08-05-16 |
| 5-13     | Roma WP - 3T Sporting  | 5-11     |
| 11-8     | Ortigia - Volturno     | 9-8      |
| 11-3     | SIS Roma - Coser Nuoto | 9-3      |
| 8-6      | F&D H2O - Flegreo      | 7-6      |
| 18-10    | Pescara - Racing Roma  | 7-9      |

| 20-03-16 | 8ª giornata            | 29-05-16 |
| 10-2     | SIS Roma - Racing Roma | -        |
| 3-15     | Coser Nuoto - Pescara  | -        |
| 12-9     | Flegreo - Ortigia      | -        |
| 8-5      | F&D H2O - Roma WP      | -        |
| 6-4      | 3T Sporting - Volturno | -        |

| 07-02-16 | 3ª giornata           | 24-04-16 |
| 20-3     | SIS Roma - Volturno   | 9-6      |
| 9-11     | Ortigia - Racing Roma | 4-7      |
| 5-3      | Flegreo - Coser Nuoto | 4-7      |
| 4-22     | Roma WP - Pescara     | 8-16     |
| 13-6     | F&D H2O - 3T Sporting | 5-9      |

| 28-02-16 | 6ª giornata           | 15-05-16 |
| 7-5      | Coser Nuoto - Roma WP | 6-5      |
| 8-7      | Volturno - Pescara    | 8-8      |
| 5-15     | Flegreo - SIS Roma    | 7-18     |
| 6-9      | Racing Roma - F&D H2O | 4-4      |
| 5-4      | 3T Sporting - Ortigia | 6-8      |

| 03-04-16 | 9ª giornata               | 05-06-16 |
| -        | Roma WP - SIS Roma        | -        |
| -        | Ortigia - F&D H2O         | -        |
| -        | Volturno - Coser Nuoto    | -        |
| -        | Racing Roma - 3T Sporting | -        |
| -        | Pescara - Flegreo         | -        |